# Matt Bondurant
Matt Bondurant (* 1971 in Alexandria, Virginia) ist ein US-amerikanischer Schriftsteller und Hochschullehrer.

## Leben
Matt Bondurant wurde in Alexandria, Virginia geboren und wuchs dort auch auf. Er war Kingsbury Fellow an der Florida State University und machte seinen Abschluss an der James Madison University. Kurzzeitig unterrichtete er Englisch an der George Mason University. Aktuell ist er Professor für Kreatives Schreiben und Literatur an der University of Texas at Dallas.
Mit seinem Roman The Third Translation debütierte Bondurant 2005 als Schriftsteller. Unter dem Titel Die ägyptische Inschrift erschien er ein Jahr später in Deutscher Sprache. Sein 2008 erschienener zweiter Roman The Wettest County in the World wurde von John Hillcoat mit Tom Hardy und Shia LaBeouf in den Hauptrollen unter dem Titel Lawless – Die Gesetzlosen verfilmt und hatte auf dem Cannes Filmfestival seine Weltpremiere. Der Roman basiert auf einer wahren Geschichte. Bondurants Großvater und seine Großonkel betrieben während der Prohibition in den Vereinigten Staaten eine Schwarzbrennerei.

## Werke
- The Third Translation (2005)
  - Die ägyptische Inschrift, Bertelsmann, München 2006, 351 Seiten, ISBN 978-3-570-00899-7
- The Wettest County in the World (2008)
- The Night Swimmer (2012)